# Live at Wembley (album Beyoncé)
Live at Wembley – koncertowe CD/DVD amerykańskiej piosenkarki R&B Beyoncé Knowles, wydane w 2004 roku. Zawiera zapis występu artystki, który odbył się 10 listopada 2003 roku w Wembley Arenie w Londynie, w ramach jej światowego tournée Dangerously in Love World Tour.

## DVD
1. „Baby Boy” – 4:57
2. „Naughty Girl” – 4:12
3. „Fever” – 5:55
4. „Hip Hop Star” – 4:31
5. „Yes” – 4:07
6. „Work It Out” – 3:47
7. „Gift from Virgo” – 3:15
8. „Be with You” – 3:57
9. „Speechless” – 5:00
10. DC Medley – 10:43
  1. „Bug a Boo”
  2. „No, No, No Part 2”
  3. „Bootylicious”
  4. „Jumpin’, Jumpin’”
  5. „Say My Name”
  6. „Independent Women Part I”
  7. „’03 Bonnie & Clyde”
  8. „Survivor”
11. „Me, Myself and I” – 5:14
12. „Summertime” – 5:26
13. „Dangerously in Love” – 8:34
14. „Crazy in Love” – 7:57
15. Napisy końcowe („Naughty Girl”) – 1:45

### Dodatki
1. Materiały zza kulis – 8:38
2. Przygotowania do koncertu/Choreografia – 5:51
3. Garderoba Beyoncé – 5:48
4. Ulubione fragmenty koncertu – 3:06
5. Beyoncé jako artystka solowa – 3:25
6. Dzień w Londynie – 4:58
7. Spotkanie z fanami – 2:58
8. Rozmowa z Beyoncé – 16:26
9. „Crazy in Love” (na żywo podczas BRIT Awards 2004) – 3:42
10. Reklama L’Oréal z udziałem Beyoncé – 0:31
11. Wiadomość do fanów od wszystkich członkiń Destiny’s Child – 0:17

## CD
1. „Wishing on a Star” (Billie Rae Calvin) – 4:09
2. „What’s It Gonna Be” (Beyoncé Knowles, LaShaun Owens, Karrim Mack, Corte Ellis, Larry Troutman, Roger Troutman, Kandice Love) – 3:37
3. „My First Time” (Knowles, Pharrell Williams, Chad Hugo) – 4:25
4. „Krazy in Luv” (Maurice's Nu Soul Remix) (Knowles, Rich Harrison, Shawn Carter, Eugene Record) – 6:28
5. „Baby Boy” (miks Juniora Vasqueza) (Knowles, Scott Storch, Robert Waller, Carter) – 6:39
6. „Naughty Girl” (miks klubowy Victora Calderone’a) (Knowles, Storch, Waller, Angela Beyincé, Pete Bellotte, Giorgio Moroder, Donna Summer) – 9:38

### Japońskie utwory bonusowe[2]
1. „Naughty Girl” (z Lil’ Kim) – 3:51
2. „Naïve” (remiks z udziałem Solange, Beyoncé i Da Brata) – 3:40

## Przyjęcie
Live at Wembley rozszedł się w Stanach Zjednoczonych w 264.000 kopii i pokrył podwójną platyną.

## Pozycje na listach
| Lista (2004)                          | Pozycja |
| ------------------------------------- | ------- |
| German Albums Chart                   | 59      |
| Japanese Oricon Albums Chart          | 8       |
| Swiss Albums Chart                    | 73      |
| UK Albums Chart                       | 2       |
| U.S. Billboard 200                    | 17      |
| U.S. Billboard Top R&B/Hip-Hop Albums | 8       |